# The Sick, the Dying... and the Dead!
The Sick, the Dying... and the Dead! è il sedicesimo album in studio del gruppo musicale statunitense Megadeth, pubblicato il 2 settembre 2022 dalla Tradecraft.

## Descrizione
Si tratta del primo album registrato insieme al batterista Dirk Verbeuren nonché il primo dai tempi di Dystopia, uscito nel 2016, segnando il divario più lungo tra due album in studio nella carriera della band. In produzione da più di due anni, l'album è stato prodotto da Dave Mustaine e Chris Rakestraw.
Durante la registrazione dell'album, il bassista fondatore David Ellefson è stato licenziato dalla band a causa di uno scandalo sessuale. Le sue parti di basso sono state rimosse dall'album e sono state registrate nuovamente dal bassista dei Testament Steve DiGiorgio.

## Promozione
Il 20 giugno 2022 è stato lanciato un sito apposito atto a promuovere l'album. Tre giorni più tardi è stato diffuso il primo singolo We'll Be Back, uscito insieme al relativo video.

## Tracce
1. The Sick, the Dying... and the Dead! – 5:04
2. Life in Hell – 4:12
3. Night Stalkers (feat. Ice-T) – 6:38
4. Dogs of Chernobyl – 6:14
5. Sacrifice – 4:08
6. Junkie – 3:39
7. Psychopathy – 1:20
8. Killing Time – 5:13
9. Soldier On! – 4:54
10. Célebutante – 3:51
11. Mission to Mars – 5:24
12. We'll Be Back – 4:29

Tracce nell'edizione digitale
1. Police Truck (Dead Kennedys Cover) – 2:29
2. This Planet's on Fire (Burn in Hell) (Sammy Hagar Cover, featuring Sammy Hagar) – 5:04

Tracce bonus nel CD EMP
1. This Planet's on Fire (Studio Recording; Sammy Hagar cover, featuring Sammy Hagar) – 5:04
2. The Conjuring (Live) – 5:49

Tracce bonus nel CD Target
1. This Planet's on Fire (Burn in Hell) (Sammy Hagar Cover, featuring Sammy Hagar) – 5:04
2. The Conjuring (Live) – 5:49

## Formazione
Gruppo
- Dave Mustaine – voce, chitarra solista e ritmica, basso
- Kiko Loureiro – chitarra solista, cori; flauto (traccia 3)
- Dirk Verbeuren – batteria

Altri musicisti
- Steve DiGiorgio – basso
- Ice-T – voce addizionale (traccia 3)
- Sammy Hagar – voce addizionale in This Planet's on Fire
- Brandon Ray – voce addizionale (tracce 1, 2, 5, 6, 8–12)
- Eric Idle – cori e campane (traccia 1)
- Eric Darken – percussioni (tracce 1–3 e 5–12)
- Roger Lima – tastiera (tracce 1–9, 11), effetti (tracce 1–3, 5–9, 11)
- Luliia Tikhomirova – cori (traccia 4)
- Bill Elliot – cori (traccia 6)
- John Clement – cori (tracce 9 e 11)
- The Marching Metal Bastards – cori (traccia 9)
- Maila Kaarina Rantanen – cori (traccia 11)

## Classifiche
| Classifica (2022) | Posizione massima |
| ----------------- | ----------------- |
| Australia         | 2                 |
| Austria           | 8                 |
| Belgio (Fiandre)  | 4                 |
| Belgio (Vallonia) | 7                 |
| Canada            | 11                |
| Croazia           | 2                 |
| Finlandia         | 1                 |
| Francia           | 12                |
| Germania          | 6                 |
| Grecia            | 56                |
| Irlanda           | 25                |
| Italia            | 15                |
| Norvegia          | 9                 |
| Nuova Zelanda     | 24                |
| Paesi Bassi       | 7                 |
| Polonia           | 2                 |
| Portogallo        | 6                 |
| Regno Unito       | 3                 |
| Repubblica Ceca   | 46                |
| Stati Uniti       | 3                 |
| Svezia            | 9                 |
| Svizzera          | 2                 |
| Ungheria          | 8                 |